# Керк, Шерридан
Шерридан Керк (англ. Sherridan Kirk; род. 11 февраля 1981, Роксборо, Тобаго) — легкоатлет из Тринидад и Тобаго, специализирующийся в беге на средние дистанции. Участник летних Олимпийских игр 2004 года, серебряный призёр Игр Центральной Америки и Карибского бассейна, многократный чемпион Тринидада и Тобаго в беге на 800 метров.

## Биография
Родился в 1981 году. Основной специализаций тринидадского легкоатлета стал бег на 800 метров. На юниорском уровне Керк стал многократным призёром CARIFTA Games — Игр, проводимых между спортсменами из стран Карибской ассоциацией свободной торговли, в возрастной категории до 20 лет, а также выиграл две бронзовые медали на молодёжном чемпионате Центральной Америки и Карибского бассейна. В 2000 году выступил на молодёжном чемпионате в Сантьяго, но на дистанции 800-метровке выбыл в полуфинале. Не смог пробиться в финал и на взрослых Играх Содружества 2002 года.
В 2003 году выиграл свои первые значимые международные награды. На чемпионате Центральной Америки и Карибского бассейна по лёгкой атлетике стал чемпионом на дистанции 800 метров, а также завоевал бронзу в составе сборной Тринидада и Тобаго в эстафете 4×400 м. В том же году был близок к попаданию в число призёров на Панамериканских играх в Санто-Доминго, но на 800-метровке занял 5-е место, а в эстафете 4-е. В 2004 году стал одним из 14 тринидадских легкоатлетов, кого включили в состав сборной для участия в летних Олимпийских играх в Афинах. Сборная Тринидада и Тобаго не смогла отобраться на Игры в эстафете и поэтому Керк участвовал только в личных соревнованиях на дистанции 800 метров. Добиться успеха в Афинах Керку не удалось, уже в первом раунде тринидадский бегун показал довольно слабый результат — 1:48,12 и, заняв в своём забеге только 6-е место, выбыл из борьбы за медали.
В 2005 году вновь выиграл две медали на чемпионате Центральной Америки и Карибского бассейна, но, в отличие от прошлого первенства, в этот раз стал двукратным серебряным призёром. Керк был близок к завоеванию медали в 2006 году на Играх Содружества, но в очередной раз остался на 4-м месте. Свою последнюю значимую награду тринидадский бегун выиграл на Играх Центральной Америки и Карибского бассейна в Картахене, уступив в борьбе за золото только кубинцу Энди Гонсалесу.
В период с 2000 по 2006 год выиграл 7 национальных чемпионатов в беге на 800 метров. Последним сезоном в спортивной карьере стал 2009 год.